# Доброе (Могилёвская область)
Доброе (бел. Добрае) — деревня в Мстиславском районе Могилёвской области Белоруссии. Входит в состав Мушинского сельсовета.

## География
Деревня находится в северо-восточной части Могилёвской области, в пределах Оршанско-Могилёвской равнины, на правом берегу реки Белая Натопа, на расстоянии примерно 14 километров (по прямой) к юго-юго-западу (SSW) от Мстиславля, административного центра района. Абсолютная высота — 164 метра над уровнем моря.

## История
Первое упоминание "село Доброе" относится к 1499 году как одно из владений князя Михаила Ивановича Заславского.
В ходе Северной войны (1700-1721) в 1708 году, 10 сентября, около села Доброе произошло сражение между русскими и шведскими войсками (по западным источникам - сражение при Молятичах). Карл XII с армией двигался от Могилева и Черикова в сторону Мстиславля и Смоленска, 8 сентября в ставке Петра I в селе Добром было принято решение атаковать шведов, а именно отделившийся от основной части пятитысячный корпус генерала Рооса К.Г., утром 10 сентября отряд русских войск (8 батальонов) под командованием генерал-майора князя Голицына М.М. «5 полков атаковал и по упрямом полуторачасовом бою победительно низвергнул и разорил и 6 знамён взял».  Князь Голицын М.М. за «мужественную в лице всей неприятельской армии акцию» был награждён орденом Святого апостола Андрея Первозванного.
До Первого раздела Речи Посполитой в 1772 году село Доброе входило в состав Мстиславского воеводства Великого княжества Литовского.
В издании "Исторические сведения о примечательнейших местах в Белоруссии", составленной Без-Корниловичем М.О.,1855, о селе Доброе, в частности, сказано: "Населено мелкопоместными шляхтичами и однодворцами не имеющими крестьян".
На Карте народонаселения Могилевской губернии 1864 года, составленной Риттихом А.Ф., указано, что число прихожан Покровской православной церкви в селе Добром - 465 мужского пола и 525 женского пола, т.е. всего 990 человек (прихожанами Покровской церкви были не только жители села Доброго, но и жители соседних деревень).
Согласно «Списку населенных мест Могилёвской губернии» 1910 года издания населённый пункт входил в состав Добрянского сельского общества Малятичской волости Чериковского уезда Могилёвской губернии. В деревне имелось 120 дворов и проживало 655 человек (275 мужчин и 380 женщин), была православная церковь .
В 1926 году в селе было 219 дворов, 1137 жителей.
На топографических картах, изданных до 1941 года, на территории села Доброе обозначена церковь, которая находилась, предположительно,  на левом берегу р. Белая Натопа в 1,2 км на северо-запад от современного моста через реку. До 1839 года церковь была Греко-католической (униатской), а с 1839 года - православной. Церковь была деревянной и была разобрана в 1930-х годах.
Во время Великой Отечественной войны (1941-1945) с 15 июля 1941 года до 3 октября 1943 года село было оккупировано немецко-фашистскими захватчиками.
В 1990 году в селе - 53 хозяйства, 114 жителей, в составе совхоза «Победа» (центр - в селе Мушино), работали начальная школа, библиотека, клуб, магазин.

## Население
По данным переписи 2009 года, в деревне проживало 44 человека.
| 1880 | 1897 | 1910 | 1926 | 1990 | 1999 | 2007 | 2009 | 2019 |
| ---- | ---- | ---- | ---- | ---- | ---- | ---- | ---- | ---- |
| 680  | 825  | 655  | 1137 | ↘114 | ↘104 | ↘61  | ↘44  | ↘21  |